# Gisulf II. (Friaul)
Gisulf II. von Friaul war ein Dux der Langobarden im Gebiet von Friaul. Er fiel um das Jahr 610 im Kampf, als die Awaren in Friaul einfielen. Seine Gemahlin Romhilda, Tochter von Herzog Garibald I. von Baiern und von Walderada, Tochter des Langobardenkönigs Wacho  suchte daraufhin mit ihren Söhnen in der Stadt Forum Iulii Schutz. Die Stadt wurde dann von den Awaren eingenommen, angeblich weil Romhilda, von der Schönheit des jungen Awarenherrschers geblendet, die Tore öffnete. Die Männer der Stadt wurden umgebracht, die Frauen und Kinder verschleppt. Die Söhne Gisulfs konnten allerdings entkommen. Die Begebenheiten werden von Paulus Diaconus überliefert, der allerdings kein Zeitgenosse Gisulfs war. Warum die Awaren die Langobarden angriffen, mit denen sie sonst meist in gutem Einvernehmen standen, ist unklar. Dies und die Tatsache, dass der damalige Langobardenkönig Agilulf offenbar keine Hilfe leistete, lassen die Vermutung zu, dass die Awaren in seinem Auftrag gegen Gisulf vorgingen.
Zwei der Söhne Gisulfs, Raduald und Grimoald, waren nacheinander Herzog von Benevent. Grimoald wurde 662 sogar König der Langobarden.